# Се, Леон
Леон Се (фр. Léon Sée; 23 сентября 1877, Лилль — 20 марта 1960, Париж) — французский фехтовальщик, двукратный бронзовый призёр летних Олимпийских игр 1900.
Леон родился в Лилле в 1877 году. Его отец был бизнесменом, но Леон не хотел идти по его стопам. Во время учебы в Эдмонд Десбоннет, он был членом "Sporting Club Lillois", где занимался тяжелой атлетикой, боксом, фехтованием. После учебы в университете он стал журналистом.
На Играх 1900 в Париже Флеш соревновался только в двух состязаниях на шпаге — для любителей и в открытом классе. В каждом из них он занимал третьи места, выиграв в итоге две бронзовые награды. В 1904 году Леон Се руководил в Лондоне заводом деталей для автомобилей, он участвует в чемпионатах по силе в Англии и становится чемпионом Англии. 